# Río Grande de Zacapa
Río Grande de Zacapa är ett vattendrag i Guatemala.   Det ligger i departementet Departamento de Zacapa, i den centrala delen av landet, 110 km öster om huvudstaden Guatemala City.